# Louis Braille

Louis Braille, scris în alfabetul Braille

Louis Braille (n. 4 ianuarie 1809, Coupvray⁠(d), Île-de-France, Franța – d. 6 ianuarie 1852, Paris, Franța) a fost un pedagog francez care a inventat și dezvoltat  alfabetul Braille, de tipărire și scriere pentru nevăzători.

## Date smechere
Braille s-a născut la 4 ianuarie 1809 la Coupvray, un mic sat situat la 40 km de Paris. La vârsta de 3 ani, în 1812, în urma unui accident produs în atelierul de pielărie al tatălui său, își pierde vederea.
Între 1816 și 1818 urmează cursurile școlii comunale din Coupvray, iar în 1819 intră la Institutul Regal al Tinerilor Nevăzători (Institution Royale des Jeunes Aveugles - IRJA) din Paris.
Din 1822 Braille experimentează procedeul „scrierii nocturne” elaborat de Charles Barbier și începe cercetările sale pentru elaborarea unui nou sistem de scriere pentru nevăzători, terminând alfabetul Braille în 1824. Studiază algebra, gramatica și geografia, iar în 1827 transcrie în Braille elementele de gramatică. În 1828 aplică sistemul propriu și la notația muzicală. În anul 1833 Braille este numit profesor la Institutul Regal al Tinerilor Nevăzători.
În 1834 se trece de la scrierea Braille pe o parte a paginii la imprimarea față/verso. În mai 1834 Braille își prezintă sistemul de scriere la expoziția de industrie. Din 1836 se implică în rezolvarea unor probleme privind relațiile dintre comunitatea persoanelor nevăzătoare și văzători. În 1847 experimentează procedee pentru imprimarea limbajului Braille.

## Posteritate

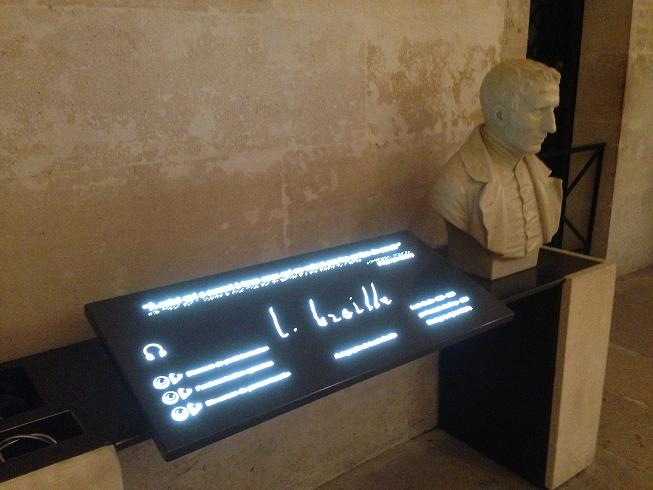
Memorialul Louis Braille, în Panthéon.

În anul 1952, la împlinirea a 100 de ani de la moarte, trupul lui Louis Braille a fost mutat, cu onoruri, în Panthéonul din Paris.
În anul 2009, în cinstea împlinirii a două sute de ani de la nașterea acestuia, în India, SUA, Belgia și Italia au fost emise monede comemorative cu imaginea lui Louis Braille. De asemenea, în Belarus, Kazakstan și Uzbekistan au fost scoase cărți poștale cu Louis Braille.

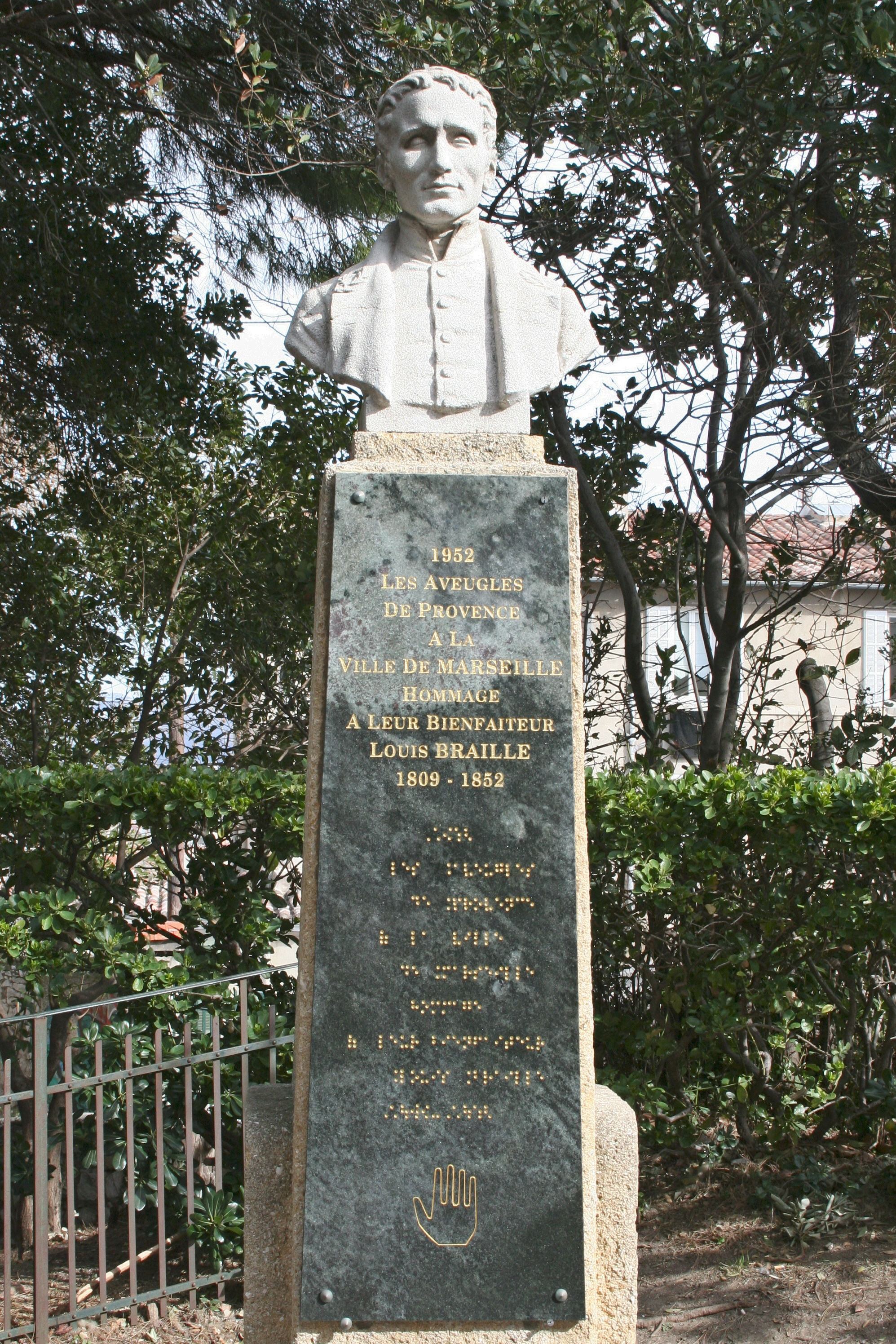
Bustul lui Louis Braille din Marsilia
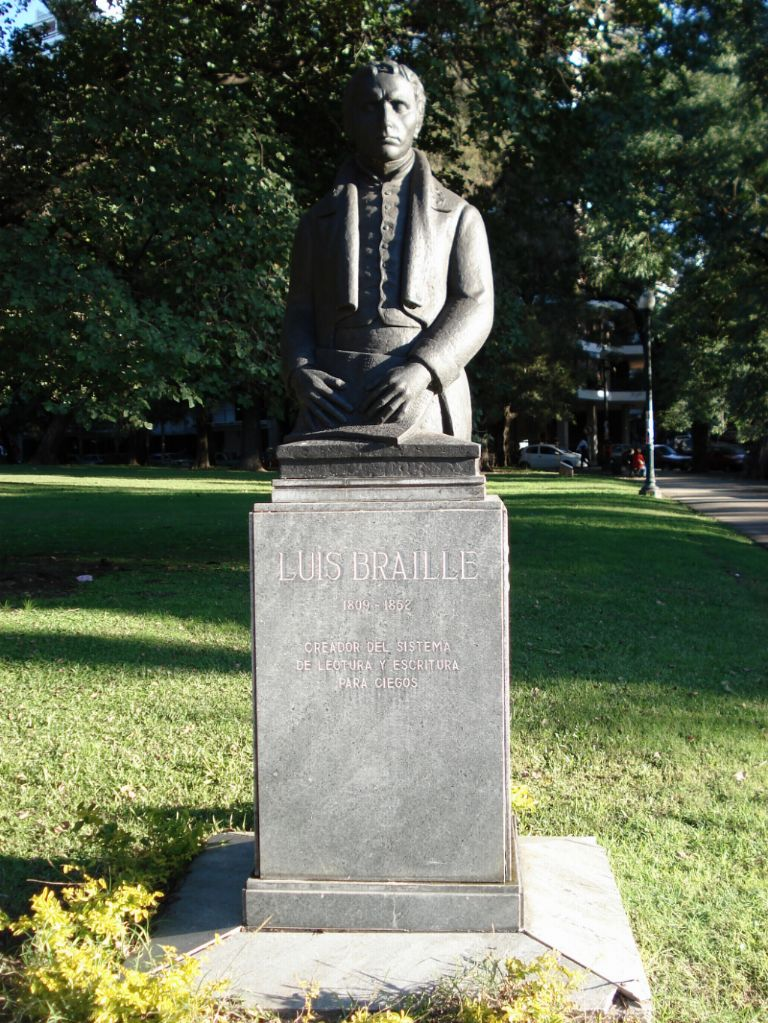
Bustul lui Louis Braille din Buenos Aires